# Fi Ursae Majoris
Fi Ursae Majoris (φ UMa / 30 Ursae Majoris / HD 85235) es una estrella en la constelación de la Osa Mayor de magnitud aparente +4,56.
Se encuentra a 510 años luz del sistema solar.
Fi Ursae Majoris es una estrella binaria cercana cuyas componentes son subgigantes blancas de tipo espectral A3IV.
Adoptando una temperatura efectiva de 9800 K —consecuente con su tipo espectral—, se puede calcular la luminosidad y radio de cada componente.
Así, la estrella principal es 182 veces más luminosa que el Sol y tiene un radio de 4,7 radios solares.
La estrella secundaria tiene el 90% de la luminosidad de su compañera y un radio 4,5 veces más grande que el del Sol.
Los períodos de rotación —calculados a partir de la velocidad de rotación medida, 29 km/s— son inferiores a 8 días.
Muestran cierto empobrecimiento en metales —entendiendo como tales aquellos elementos más pesados que el helio— respecto al Sol, con una abundancia relativa de hierro en torno al 40% del valor solar.
El sistema tiene una edad cercana a los 220 millones de años.
El período orbital de esta binaria es de 105,4 años.
La separación media entre ambas estrellas es de 54 UA —aunque también se ha sugerido que pudiera ser inferior, de ~ 40 UA—, si bien la notable excentricidad orbital hace que ésta varíe entre 30 y 79 UA. El último periastro tuvo lugar en 1987.
El plano de la órbita se halla inclinado 25º respecto al plano del cielo.